# Jakob Sørensen
Jakob Sørensen (født 2. juli 1988) er en dansk trompetist og komponist. Han voksede op i Sæby i Nordjylland, i et hjem fyldt med musik.
Efter endt uddannelse på hhv. Det Jyske Musikkonservatorium i Aarhus og Jazz-Institut Berlin udgav Jakob Sørensen i 2016 albummet NOMAD (Jaeger Community), som for alvor satte kursen for hans karriere, efter debutalbummet, Bagland, fra 2015.
For NOMAD vandt han i 2017 prisen som årets nye Jazznavn, der årligt uddeles af DPA i samarbejde med DR.

## Opvækst
Jakob Sørensen voksede op i en lille by i Nordjylland, i et meget musikalsk hjem. Sammen med sine forældre og 2 yngre søskende har han bl.a. været en del af Sæby Big Band og Sæby Tyrolerorkester http://tyrolerne.dk/, ligesom de alle har været en del af harmoniorkestret og tambourkorpset Sæbygarden.
Jakob Sørensens bror, Rasmus Sørensen, har ligeledes forfulgt en karriere inden for Jazz-genren, og de to gæster hinandens orkestre i koncert sammenhænge. De er i dag begge bosat i København hvor de er en del af hovedstadens Jazzscene.

## Musikalsk karriere

### Bagland
Udover at være Jakob Sørensens debutalbum, er Bagland også navnet på den kvintet, som Jakob Sørensen har samlet til debutalbummet og efterfølgeren “Nomad”. Udover Sørensen selv består Bagland af Alex Jønsson på guitar, Mathias Jæger på klaver, Frederik Sakham på kontrabas og Frej Lesner på trommer, som alle har deres rødder stærkt forankret i den skandinaviske lyd.
Musikken er komponeret i et afsides sommerhus i Danmark, blandt klitter og blæst i et øde landskab. De lyriske og melankolske melodier kendetegner kompositionerne, og lyden er ren og skrøbelig med tydelig reference til den nordiske lyd.
Bagland har optrådt rundt omkring i det meste af Danmark, og musikken spilles jævnligt i radioen, eksempelvis på P8 Jazz.
Debutpladen “Bagland” blev af Jazznyt vurderet til at være en af 2015’s ti bedste danske jazzplader.

### FABEL
I 2017 udgav Jakob Sørensen, som en del af Trioen FABEL, albummet “Fabel”.
FABEL består af Jakob Sørensen på trompet, Kasper Staub på piano og Jens Mikkel på kontrabas.
Om bandet er der skrevet “FABEL er inspireret af lyden fra den nordlige folkemusik, men musikken trækker også fra adskillige andre forskellige genrer. For eksempel inspirationen fra de enkle melodier af Jan Johansson og de stemningsfulde, lyriske sange af Paul Simon.
Den nordiske tone, de enkle melodier og kammermusik lyden er en stor del af den fælles lyd i FABEL.”

### Elliott
I 2013 udgav Jakob Sørensen, som en del af trioen Elliott, albummet “Girls With Radical Haircuts”. I Elliott er Sørensen i selskab med Alex Jønsson og Jens Mikkel Madsen, hvor alle tre musikere kan byde ind med kompositioner, og hvor der hersker en instinktiv fælles forståelse for æstetikken. Trioen har kun udgivet det ene album, men spiller desuden sammen i forskellige andre konstellationer.

## Andet musikalsk arbejde
Når Jakob Sørensen ikke komponerer sin egen musik spiller han med i diverse andre projekter.
Siden 2015 har han været fastansat i Søværnets Tamburkorps, hvor han spiller på kornet. Desuden har han af flere omgange fungeret som afløser i DR Big Bandet, hvor han bl.a. var med under juleturnéen i 2015 og han har spillet med i orkestret til musicalen “Efter Brylluppet” i 2017, præsenteret af Musikhuset Aarhus og Betty Nansen Teatret og instrueret af Peter Langdal.
Endelig har han på den internationale scene taget del i Euro Radio Orchestra, hvor han blev udvalgt til at repræsentere Danmark af DR P8 Jazz.

## Hædersbeviser
- 2017 - Årets Nye Jazznavn ‘17 v. Danske Populær Autorer[7]
- 2015 - Årets Nordjyske Jazznavn v. JazzyDays i Tversted (vinder)[8]
- 2015 - Årets Nye Jazznavn v. Danish Music Awards Jazz (nomineret)[9]
- 2010 - Årets Jazzclasher v. Sæby Jazz Festival (vinder)[10]

## Diskografi
- FABEL: Fabel (2017)
- VULKAN: Venting (2016)
- Jakob Sørensen: NOMAD (2016)
- Jakob Sørensen: Bagland (2015)
- ELM: Elm (2015)
- Cesar Joaniquet: Betania (2014)
- Elliott: Girls With Radical Haircuts (2013)
- Xylop: Xylop (2012)
- Maskinvåd: Giftige Slanger (2012)
- Boho Dancer: Fury Skin (2012)